# Istiophoriformes
Ordre
Les Istiophoriformes sont un ordre de poissons osseux qui n'est pas entièrement reconnu par certains taxonomistes, certains incluant les deux familles existantes Xiphiidae et Istiophoridae, et d'autres, la famille Sphyraenidae.

## Historique
L'ordre des Istiophoriformes est décrit en 2013 par l'ichtyologiste portoricain Ricardo Betancur-Rodriguez (d) et al.,.

### Familles selon PaleoDB
Selon Paleobiology Database en 2024, cet ordre inclus les trois familles non fossiles suivantes :
- Istiophoridae Rafinesque, 1815
- Sphyraenidae Rafinesque, 1815
- Xiphiidae Swainson, 1839

## Fossiles
Selon Paleobiology Database en 2024, le nombre de collections référencées de fossiles est de cent-quarante-six collections.
Les fossiles les plus anciens de ce groupe sont ceux de poissons à bec primitifs du Paléocène supérieur du Pérou et du Turkménistan,.

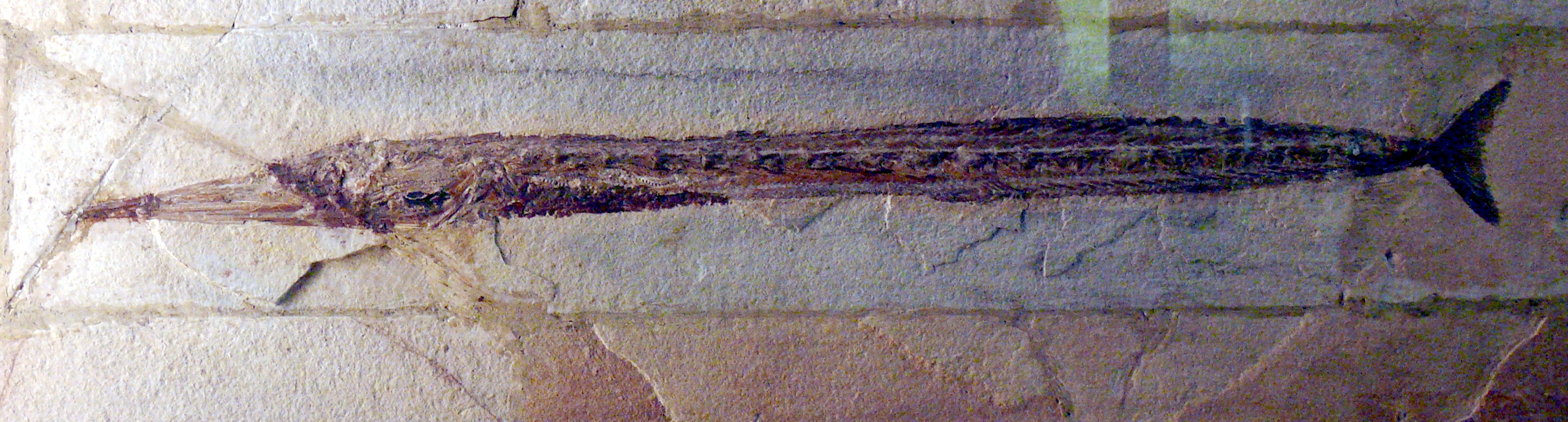
Blochius longirostris de l'Éocène de Monte Bolca (Italie).

## Familles
Les familles suivantes sont classées sous les Istiophoriformes. Trois sont existantes et trois sont éteintes, :
- Sphyraenidae (barracudas)
- Poissons à bec (parfois placé dans la superfamille Xiphioidei)
  - Xiphiidae (espadon)
  - Istiophoridae (marlins et voiliers)
  - †Hemingwayidae
  - †Palaeorhynchidae
  - †Blochiidae

### Publication originale
- [2013] (en) R. Betancur, R. E. Broughton, E. O. Wiley, K. Carpenter, J. A. López, C. Li, N. I. Holcroft et D. Arcila, M. Sanciangco, J. C. Cureton, F. Zhang, T. Buser, M. A. Campbell, J. A. Ballesteros, A. Roa-Varon, S. Willis, W. C. Borden, T. Rowley, P. C. Reneau, G. Lu, T. Grande, G. Arratia, « The tree of life and a new classification of bony fishes », PLOS Currents Tree of Life,‎ 2013 (DOI 10.1371/currents.tol.53ba26640df0ccaee75bb165c8c26288).